# Erklärt Pereira
Erklärt Pereira (ital. Originaltitel Sostiene Pereira) ist ein politisch engagierter historischer Roman des italienischen Literaturwissenschaftlers und Schriftstellers Antonio Tabucchi, der erstmals 1994 im Verlag Feltrinelli in Mailand erschienen ist. Die deutsche Übersetzung von Karin Fleischanderl erschien ein Jahr später im Carl Hanser Verlag.

## Inhalt
Der Roman spielt in Portugal im Sommer 1938. António de Oliveira Salazar ist an die Macht gekommen und hat das Land fest im Griff. Die Repression und Zensur des Estado Novo bestimmen das Leben in Lissabon. Der ältliche Witwer Dr. Pereira leitet die Ein-Mann-Kulturredaktion der neu gegründeten katholischen Abendzeitung Lisboa, worin er Nachrufe auf jüngst verstorbene Autoren sowie Übersetzungen französischer Erzählungen veröffentlicht (u. a. von Alphonse Daudet). Auch außerhalb der Redaktion macht er sich oft Gedanken über den Tod, denn um seine Gesundheit steht es schlecht. Über einen Auszug aus dessen Dissertation lernt er den jungen Philosophie-Absolventen Francesco Monteiro Rossi kennen, der – was Pereira allerdings vorerst nicht weiß – mit seiner Freundin Marta im Widerstand tätig ist. Pereira entwickelt väterliche Gefühle für Rossi und lässt ihn Nekrologe schreiben, die sich jedoch wegen der leidenschaftlichen politischen Stellungnahmen als nicht veröffentlichbar erweisen. Die Geheimpolizei heftet sich auf die Fährte des Philosophen und stellt ihn in der Wohnung Pereiras. Bei einem Verhör wird Pereira verspottet und geschlagen, Rossi wird im Nebenzimmer totgeschlagen. Pereira schreibt daraufhin einen Nachruf auf Monteiro Rossi, in dem er ausführlich über das Geschehene berichtet und die Mörder namentlich nennt. Er platziert ihn, an der Zensur vorbei, in seiner Zeitung. Um den Konsequenzen dieser Aktion zu entgehen, nimmt er einen gefälschten Pass aus den Habseligkeiten Monteiro Rossis und schickt sich an, das Land zu verlassen.

## Erzähltechnik
Der Roman ist in eine Rahmenerzählung eingebaut, der Einschub, der den Titel ausmacht, zieht sich durch die 200 Seiten des Buches. Immer wieder wird damit auf die Erzählsituation aufmerksam gemacht: Dr. Pereira ist beim Autor des Buches vorstellig geworden und hat ihm seine Geschichte erzählt. Dadurch erreicht Tabucchi den Effekt einer Zeugenaussage, wie es im Untertitel des Werkes heißt, mit der er die Authentizität seiner Geschichte fingiert. Typisch für Tabucchi sind die vielen Bezüge auf berühmte Literaten und Werke, wodurch ebenfalls eine realistische Atmosphäre und ein plastisches Bild erzeugt werden. Im Zentrum stehen die Frage moralischen Handelns und die Macht der Literatur.

## Rezeption
Der Roman gewann in seinem Erscheinungsjahr zwei der wichtigsten italienischen Literaturpreise: den Premio Viareggio und den Premio Campiello.
Im Jahr 1995 wurde das Buch von Roberto Faenza mit Marcello Mastroianni in der Titelrolle verfilmt und kam im deutschsprachigen Raum unter dem Titel Erklärt Pereira (ital. Originaltitel: Sostiene Pereira) in die Kinos.

## Ausgaben
- Sostiene Pereira. Una testimonianza. Feltrinelli, Mailand 1994, ISBN 978-88-07-81381-8.
- Erklärt Pereira. Eine Zeugenaussage. (dt. v. Karin Fleischanderl) Hanser, München 1995, ISBN 3-446-18298-5.